# 幾何圖形

二維的幾何圖形

在幾何學中，幾何圖形或幾何形狀（英語：Geometric Shape）是指能利用幾何學表達出來的形狀，或移除了位置、大小、定向（如整體旋轉角度）、手性（如鏡像與否）特性的數學物件，因此，不會受到平移、縮放、旋轉和鏡像影響，換句話說即一種幾何圖形即使經過了移動、縮放，旋轉或將其反射成鏡像等變換之後結果仍然是同一種幾何圖形，不會因此變成另外一種幾何圖形。例如正方形是一種幾何圖形、梯形是另一種幾何圖形，而正方形不會因為經過了平移、縮放、旋轉和鏡像就變成了梯形或其他幾何圖形，而梯形亦然。
幾何圖形是一個幾何學概念，其定義最早在古希臘數學家歐幾里得的著作《幾何原本》中給出了定義。

## 特性

著上相同顏色的幾何物件可視為相同的幾何形狀，可視為其彼此相似。

幾何形狀除了不受平移、縮放、旋轉和鏡像影響之外，亦有其他特性，例如當兩個物件形狀相同時則稱為相似，若其大小相同則稱全等。
幾何圖形可利用點集定義，例如多胞形。而邊界平滑幾何圖形可以視作每個胞佔有的空間趨近於零的多胞形。若一個可利用點集定義的幾何圖形，其任何兩個點之間的線段上的所有點都是該幾何圖形的一部分，則稱其為凸形，否則為凹形；而若兩個點之間的線段與另外一組點連成的線段相交，則稱複雜圖形或星形。

## 分類
幾何圖形可以根據其幾何性質分成多種類別，例如其可以根據對稱性的高低分成正幾何圖形、半正幾何圖形、不規則幾何圖形等類別。

### 正幾何圖形
正幾何圖形又稱正圖形是指有高度對稱性的幾何形狀，且對於該幾何圖形內所有同維度的元素（如：點、線、面），同維度元素間都具有完全相同的性質。常見的正幾何圖形有正多邊形，如正三角形，和正多面體，如立方體、正四面體等。

### 維度

#### 二維
二維中的幾何圖形又稱為平面圖形。許多平面圖形可以透過一個點集或一系列頂點和一系列與那些頂點相連的且封閉的邊來定義，而使用點和邊定義的幾何圖形稱為多邊形，例如三角形、正方形等。而其他圖形可被封閉的曲線，諸如圓形、橢圓形來訂出。

#### 三維

立體圖形（幾何體）

三維中的幾何圖形又稱為立體圖形或幾何體。許多幾何體可以透過一系列頂點、連接頂點的線以及線包圍出的平面圖形作為面來定義，這種幾何體稱為多面體，例如立方體、四面體等。 其他三維形狀可以由諸如橢圓體和球體之類的曲面界定。

#### 四維
四維幾何圖形有四維柱體柱和四維正多胞體。

## 用途
幾何形狀通常具有特殊性和規律性，因此心理學家認為人在心裡會將影像分解為一些簡單的幾何形狀。由於許多複雜的形狀可以藉由數種幾何圖形互相組合而構成，因此許多繪圖軟體會直接提供幾合圖形繪製的功能。由於幾何形狀容易以數學表達式來表示，因此部分程式繪圖也會以幾何形狀為基礎，以利其演算法的設計。